# Snarf (ThunderCats)
Snarf es un personaje ficticio que aparece en la franquicia ThunderCats. 

## Serie de 1985
En la versión de 1985 de ThunderCats, el personaje es un anciano Snarf, cuyo verdadero nombre es Osbert. Sin embargo, odia su verdadero nombre, pero no sabe por qué. Los amigos de Snarf son Jaga, Tigro, Panthro, Cheetara, Felino, Felina e incluso León-O. Snarf fue el niñero y tutor de León-O cuando era niño. Después de que León-O creció, Snarf se dio cuenta de que a menudo este no quería tenerlo de "niñero", ni que lo protegiera. Aun así, Snarf se ha mantenido leal a León-O y a los otros ThunderCats. A veces, se le ocurre una idea en caso de apuro y toma medidas cuando es necesario. Aunque no es un luchador por habilidad o naturaleza, Snarf es muy ágil. También puede comunicarse con otros animales en el Tercer Planeta para obtener su ayuda en sus tareas, y una vez incluso engañó a los Antiguos Espíritus del Mal para que le dieran el poder para convertirse en Snarf-Ra. Suele referirse a sí mismo en tercera persona. Sus enemigos son Mum-Ra, los Antiguos Espíritus del Mal, los Mutantes, los Lunataks, los Berserkers y Grune el Destructor.

## Serie de 2011
En la caricatura de 2011, Snarf es la fiel mascota felina de León-O. A diferencia de su predecesor de 1985, Snarf es ahora principalmente cuadrúpedo y no habla más allá de palabras murmuradas ocasionalmente, aunque en episodios posteriores se muestra haciendo su ruido característico "SNARF-SNARF" y, en ocasiones, el ruido "SNARFITY-SNARF-SNARF". León-O, al menos, parece ser capaz de entenderlo.

## ThunderCats Roar
En la caricatura de 2020, Snarf es representado como una mascota robótica con forma de gato perteneciente a León-O, equipado con múltiples herramientas. Vuelve a ser un cuadrúpedo, pero no habla en absoluto.

## Recepción
La versión original de Snarf recibió una recepción en su mayoría mixta a negativa tanto por parte de los críticos como de los fanáticos, quienes percibieron al personaje como chillón o "molesto". La contraparte de 2011, que es menos humana, ha sido recibida más favorablemente por críticos y fanáticos, quienes percibieron sus payasadas como más "lindas" que irritantes.

## Otras apariciones
Snarf también apareció en la serie de episodios de la temporada 11 de South Park sobre "Imaginaciónlandia", y apareció como una marioneta de mano en el cortometraje de Adult Swim, Too Many Cooks.